# Sheena Tosta
Sheena Johnson-Tosta (Camden, 1 de outubro de 1982) é um atleta norte-americana, especialista nos 400 metros com barreiras.
Obteve a medalha de ouro nos Jogos Pan-Americanos Rio 2007, e a prata nos Jogos Olímpicos de Pequim 2008.